# Liandala Fanai
Liandala Sena Fanai (sinh ngày 21 tháng 11 năm 1993) là một cầu thủ bóng đá người Ấn Độ thi đấu ở vị trí tiền vệ cho Aizawl FC ở I-League.

## Sự nghiệp
Sinh ra ở Mizoram, Fanai bắt đầu sự nghiệp với Bethlehem Vengthalang trước khi chuyển đến George Telegraph tại Calcutta Football League năm 2016. Không lâu sau anh gia nhập Chennai City của I-League và ra mắt đội bóng vào ngày 31 tháng 1 năm 2017. Anh đá chính và thi đấu hết hiệp một và Chennai City thất bại 2–0.

## Thống kê sự nghiệp
Tính đến 14 tháng 4 năm 2017
| Câu lạc bộ          | Mùa giải            | Giải vô địch        | Giải vô địch | Giải vô địch | Cúp Liên đoàn | Cúp Liên đoàn | Cúp Quốc gia | Cúp Quốc gia | Châu lục | Châu lục  | Tổng    | Tổng      |
| Câu lạc bộ          | Mùa giải            | Hạng đấu            | Số trận      | Bàn thắng    | Số trận       | Bàn thắng     | Số trận      | Bàn thắng    | Số trận  | Bàn thắng | Số trận | Bàn thắng |
| ------------------- | ------------------- | ------------------- | ------------ | ------------ | ------------- | ------------- | ------------ | ------------ | -------- | --------- | ------- | --------- |
| Chennai City        | 2016–17             | I-League            | 2            | 0            | —             | —             | 0            | 0            | —        | —         | 2       | 0         |
| Tổng cộng sự nghiệp | Tổng cộng sự nghiệp | Tổng cộng sự nghiệp | 2            | 0            | 0             | 0             | 0            | 0            | 0        | 0         | 2       | 0         |